# Massäsylier
Die Massäsylier (altgriechisch Μασαισύλιοι Masaisylioi, berberisch ⵉⵎⴰⵙⵉⵍⵉⵢⵏ Imasiliyen, lateinisch Masaesyli) waren ein westnumidischer Volksstamm. Ihr Siedlungsgebiet, die Masaisylia, befand sich zwischen dem Fluss Mulucha, dem heutigen Moulouya in Marokko, und Cap Bougaroûn in Algerien.
Könige der Massäsylier waren Syphax, Vermina und Arcobarzanes.